# Systellochernes
Genre
Systellochernes est un genre de pseudoscorpions de la famille des Chernetidae.

## Distribution
Les espèces de ce genre sont endémiques de Nouvelle-Zélande.

## Liste des espèces
Selon Pseudoscorpions of the World (version 3.0) :
- Systellochernes alacki Beier, 1976
- Systellochernes zonatus Beier, 1964

## Publication originale
- Beier, 1964 : Insects of Campbell Island. Pseudoscorpionidea. Pacific Insects Monographs, vol. 7, p. 116-120.